# カブレトレン・ボリバリアノ
カブレトレン・ボリバリアノ（西: Cabletren Bolivariano）は、ベネズエラのカラカスにある全自動無人運転鉄道システムである。
2013年8月に開業。Constructora Norberto Odebrecht（ブラジル）およびドッペルマイヤー・ケーブル・カー（オーストリア）によって建設された。
車両は4両編成のゴムタイヤ式列車で、定員は1両あたり58人、編成全体で232人、最高速度は47km/hで4編成が使用されている。列車は40秒間隔で運行される。

## 特徴
- 短い距離の環状連絡路線
- カラカスの公共交通システムに統合
- 専用ドライブおよびリターンユニット、独立したロープにより4つの列車をそれぞれ完全同期
- 1方向につき毎時およそ3,000人の乗客を輸送
- 隔離された客室のない、通り抜け可能な車両